# Melaleuca ctenoides
Melaleuca ctenoides là một loài thực vật có hoa trong Họ Đào kim nương. Loài này được F.C.Quinn mô tả khoa học đầu tiên năm 1990.